# سام سوليفان
سام سوليفان (بالإنجليزية: Sam Sullivan)‏ (و. 1960  م) هو سياسي كندي.

## مناصب
تولى منصب عمدة فانكوفر (2005–2008)
- عضو الجمعية التشريعية لكولومبيا البريطانية ‏[1]..

## التعليم
تعلم في جامعة سايمون فريزر.

## الشلل الرباعي
أُصيب سوليفان بالشلل بعد كسر رقبته في حادث تزلج في سن 19 عاماً. أصيب بخلع في الفقرتين الرابعة والخامسة من فقرات عنقه، مما أدى إلى إصابته بالشلل شبه الكامل.

## جوائز
حصل على جوائز منها:
- نيشان كندا من رتبة عضو.

## وصلات خارجية
- سام سوليفان على موقع IMDb (الإنجليزية)

- سام سوليفان في قاعدة بيانات الأفلام على الإنترنت